# 拉贝河畔乌斯季火车总站

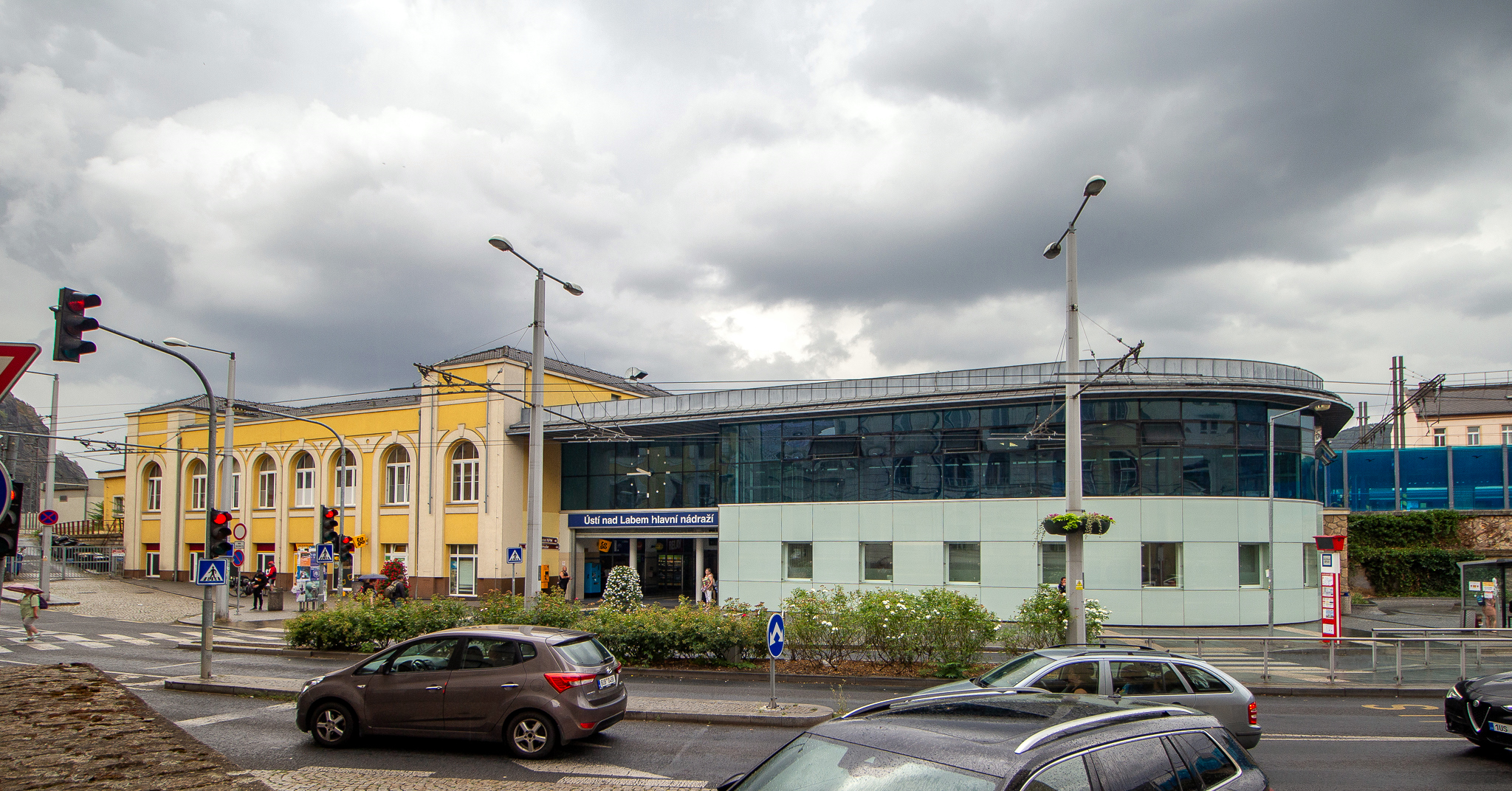
車站外觀

拉贝河畔乌斯季火车总站（捷克語：Ústí nad Labem hlavní nádraží）是捷克拉贝河畔乌斯季的主要鐵路車站，該車站是捷克最古老的車站之一，建於1850年，是該國第十繁忙的火車站，每年服務約150萬乘客。